# Wereldkampioenschappen moderne vijfkamp 1987
De wereldkampioenschappen moderne vijfkamp 1987 werden gehouden voor mannen en vrouwen in Bensheim Bondsrepubliek Duitsland voor de mannen en Moulins. Er stonden vier onderdelen op het programma, twee voor de mannen en twee voor de vrouwen.

## Medailles

### Mannen
| Onderdeel   | Goud | Goud                                       | Zilver | Zilver                                           | Brons | Brons                                           |
| ----------- | ---- | ------------------------------------------ | ------ | ------------------------------------------------ | ----- | ----------------------------------------------- |
| Individueel | FRA  | Joël Bouzou                                | TCH    | Milan Kadlec                                     | HUN   | László Fábián                                   |
| Team        | HUN  | János Martinek László Fábián Attila Mizsér | URS    | Anatoliy Avdeyev Igor Schwartz Aleksandr Makeyev | GBR   | Richard Phelps Graham Brookhouse Dominic Mahony |

### Vrouwen
| Onderdeel   | Goud | Goud                                              | Zilver | Zilver                                   | Brons | Brons                                         |
| ----------- | ---- | ------------------------------------------------- | ------ | ---------------------------------------- | ----- | --------------------------------------------- |
| Individueel | URS  | Irina Kiseljova                                   | POL    | Barbara Kotowska                         | FRG   | Sabine Krapf                                  |
| Team        | URS  | Irina Kiseljova Janna Gorlenko Inna Zjoekhavtsova | FRG    | Sabine Krapf Tanja Meyer Kathrin Kröning | POL   | Barbara Kotowska Iwona Dąbrowska Dorota Nowak |

### Medaillespiegel
| Plaats | Land                     | Goud | Zilver | Brons | Totaal |
| 1      | Sovjet-Unie              | 2    | 1      | 0     | 3      |
| 2      | Hongarije                | 1    | 0      | 1     | 3      |
| 3      | FRA                      | 1    | 0      | 0     | 0      |
| 4      | Bondsrepubliek Duitsland | 0    | 1      | 1     | 2      |
| 5      | Polen                    | 0    | 1      | 1     | 2      |
| 6      | Tsjecho-Slowakije        | 0    | 1      | 0     | 1      |
| 7      | Polen                    | 0    | 0      | 1     | 1      |
| Totaal | Totaal                   | 4    | 4      | 4     | 12     |